# Аширов Борубек Чийбилович
Борубек Чийбилович Аширов (13 лютого 1956) — киргизький дипломат. Надзвичайний і Повноважний Посол Киргизстану в Україні.

## Біографія
Народився 13 лютого 1956 року в селі Буденнівка Таласького району Киргизстану. У 1980 році закінчив Вищу комсомольську школу при ЦК ВЛКСМ, викладач історії та суспільствознавства. Кандидат філософських наук (1988).
У 1973—1974 рр. — технік із сигналізації відділу позавідомчої охорони Свердловського РВВС міста Фрунзе.
У 1974—1976 рр. — проходив строкову службу в армії.
У 1976—1980 рр. — навчався у ВКШ при ЦК ВЛКСМ.
У 1980—1985 рр. — завідувач відділу Таласького обкому ЛКСМ Киргизстану, лектор обкому Компартії Киргизстану.
У 1985—1988 рр. — аспірант Академії суспільних наук при ЦК КПРС.
У 1988—1989 рр. — лектор, завідувач сектору ЦК Компартії Киргизії.
У 1989—1990 рр. — інструктор відділу національної політики ЦК КПРС.
У 1990—1993 рр. — заступник керівника Апарату Президента Киргизстану;
У 1993—1997 рр. — Надзвичайний і Повноважний Посол Киргизстану в Республіці Білорусь, за сумісництвом в Латвії, Литві, Польщі, Постійний представник Киргизстану при статутних органах СНД.
У 1995—1997 рр. — Перший заступник міністра економіки, Директор Антимонопольного комітету Киргизстану.
У 1997—2001 рр. — голова Виконавчого комітету Міждержавної ради Центрально-Азійської економічної спільноти.
У 2001—2006 рр. — керівник Департаменту розвитку ринкової інфраструктури Секретаріату Інтеграційного Комітету ЄврАзЕС.
У 2008—2011 рр. — Надзвичайний і Повноважний Посол Киргизстану в Туркменістані.
З 28 січня 2011 до 2016 року — Надзвичайний і Повноважний Посол Киргизстану в Україні.

## Нагороди та відзнаки
- Почесна грамота Киргизької Республіки
- Грамота СНД